# 约翰·埃默里
约翰·埃默里（英語：John Emery，1932年1月4日—2022年2月21日），加拿大男子雪车运动员。他曾代表加拿大参加1964年冬季奥林匹克运动会雪车比赛，联同维克·埃默里、彼得·柯比和道格·阿纳金获得四人金牌。